# Aceleração própria

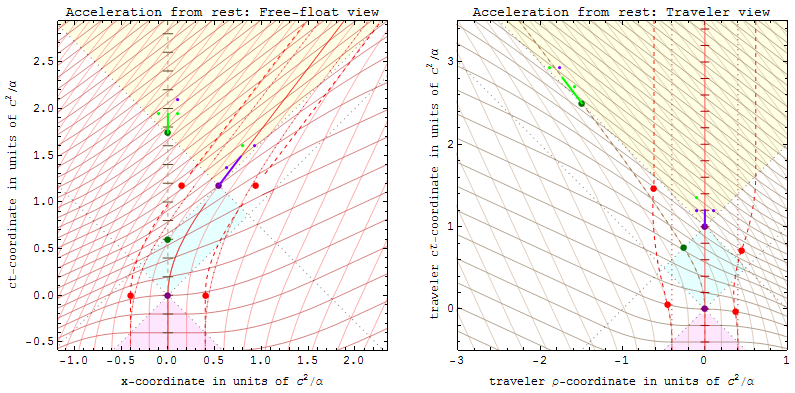
Visualizações do mapa e de viajantes em aceleração própria de 1g a partir do repouso por um ano.

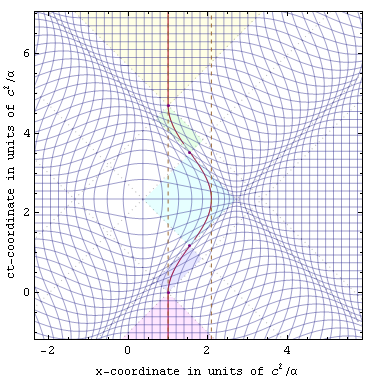
Espaço-tempo do viajante para uma viagem de ida e volta em aceleração constante.

Em teoria da relatividade, aceleração própria é a aceleração física(i.e., aceleração mensurável como por um acelerômetro) experimentada por um objeto.  É, portanto, uma aceleração relativa a um observador em queda livre ou inercial, o qual é momentaneamente em repouso em relação ao objeto que está sendo medido.  Gravitação portanto, não causa aceleração própria, porque a mesma gravidade atua igualmente no observador inercial. Como consequência, todos os observadores inerciais sempre têm uma aceleração própria igual a zero.
Aceleração própria contrasta com aceleração coordenada, que depende da escolha de sistemas de coordenadas e, portanto, mediante escolha dos observadores (ver tri-aceleração na relatividade especial).
Nas coordenadas inerciais padrão da relatividade especial, para movimento unidirecional, a aceleração adequada é a taxa de variação da velocidade própria em relação à tempo de coordenada.
Em um referencial inercial no qual o objeto está momentaneamente em repouso, o vetor 3 da aceleração própria, combinado com um componente de tempo zero, produz a quadriaceleração do objeto, a qual torna a magnitude da aceleração própria Lorentz-invariante.  Portanto, o conceito é útil: (i) com sistemas de coordenadas aceleradas, (ii) em velocidades relativísticas, e (iii) em espaço-tempo curvo.
Num foguete em aceleração após o lançamento, ou mesmo num foguete parado na plataforma de lançamento, a aceleração adequada é a aceleração sentida pelos ocupantes, e que é descrita como força g (a qual não é uma força, mas sim uma aceleração; veja esse artigo para mais discussão) entregue apenas pelo veículo.  A "aceleração da gravidade" (envolvida na "força da gravidade") nunca contribui para a aceleração própria em nenhuma circunstância e, portanto, a aceleração adequada sentida pelos observadores no solo é devida à força mecânica do chão, não devido à "força" ou "aceleração" de gravidade.  Se o solo for removido e o observador cair em queda livre, o observador experimentará aceleração coordenada, mas nenhuma aceleração própria e, portanto, nenhuma força g.  Geralmente, objetos em estado de movimento inercial, também chamada queda livre ou uma trajetória balística (incluindo objetos em órbita) não experimente nenhuma aceleração própria (negligenciando pequenas acelerações de maré para caminhos inerciais em campos gravitacionais).  Este estado também é conhecido como "gravidade zero" ("zero g") ou "queda livre", e produz uma sensação de ausência de peso.
A aceleração adequada reduz-se à aceleração coordenada em um sistema de coordenadas inerciais no espaço-tempo plano (i.e., na ausência de gravidade), desde que a magnitude da velocidade própria do objeto (momento por unidade de massa) seja muito menor que a velocidade da luz c.  Somente em tais situações a aceleração coordenada é inteiramente sentida como uma força G (i.e., uma aceleração adequada, também definida como aquela que produz peso mensurável).
Em situações em que a gravitação está ausente, mas o sistema de coordenadas escolhido não é inercial, mas é acelerado com o observador (como o referencial acelerado de um foguete em aceleração ou um referencial fixado em objetos em uma centrífuga), então as forças g e as acelerações próprias correspondentes sentidas pelos observadores nestes sistemas de coordenadas são causadas pelas forças mecânicas que resistem ao seu peso em tais sistemas.  Esse peso, por sua vez, é produzido por forças fictícias ou "forças inerciais" que aparecem em todos esses sistemas de coordenadas aceleradas, de uma maneira parecida com o peso produzido pela "força da gravidade" em sistemas onde os objetos estão fixos no espaço em relação ao corpo gravitante (como na superfície da Terra).
A força (mecânica) total que é calculado para induzir a aceleração adequada em uma massa em repouso em um sistema de coordenadas que tem uma aceleração própria, via a lei de Newton F = ma, é chamada força própria.  Como visto acima, a força própria é igual à força de reação oposta que é medida como o "peso operacional" de um objeto (i.e., seu peso medido por um dispositivo como uma balança de mola, no vácuo, no sistema de coordenadas do objeto).  Assim, a força própria em um objeto é sempre igual e oposto ao seu peso medido.

## Exemplos
Ao segurar um carrossel que gira em velocidade angular constante, um observador experimenta uma aceleração adequada radialmente para dentro (centrípeta) devido à interação entre o apoio de mão e a mão do observador.  Isso cancela a aceleração geométrica radialmente para fora associada ao seu quadro de coordenadas em rotação.  Essa aceleração para fora (da perspectiva do quadro rotacional) se tornará a aceleração coordenada quando eles se soltarem, fazendo com que eles voem ao longo de um caminho de aceleração própria zero (geodésica).  Observadores não acelerados, é claro, em seu enquadramento, simplesmente veem suas acelerações iguais, próprias e coordenadas, desaparecerem quando eles se soltam.
Da mesma forma, estando em um planeta não giratório (e na Terra para fins práticos), os observadores experimentam uma aceleração adequada para cima devido à força normal exercida pela Terra na sola de seus sapatos. Isto cancela a aceleração geométrica descendente devido à escolha do sistema de coordenadas (uma chamada “moldura de concha”).  Essa aceleração descendente torna-se coordenada se eles inadvertidamente saltarem de um penhasco para uma trajetória de aceleração adequada zero (geodésica ou de chuva).
Acelerações geométricas (devido à conexão termo no sistema de coordenadas derivada covariante abaixo) agem em cada grama do nosso ser, enquanto as acelerações próprias são geralmente causadas por uma força externa.  Os cursos introdutórios de física muitas vezes tratam a aceleração descendente (geométrica) da gravidade como devida a uma força proporcional à massa.  Isso, junto com a evitação diligente de frames não acelerados, permite que eles tratem a aceleração adequada e coordenada como a mesma coisa.
Mesmo assim, se um objeto mantiver uma aceleração própria constante a partir do repouso durante um período prolongado no espaço-tempo plano, os observadores no referencial de repouso verão a aceleração coordenada do objeto diminuir à medida que sua velocidade coordenada se aproxima da velocidade da luz. A taxa na qual a velocidade própria do objeto aumenta, no entanto, permanece constante.
Assim, a distinção entre aceleração adequada e aceleração coordenada permite rastrear a experiência de viajantes acelerados a partir de várias perspectivas não Newtonianas.  Essas perspectivas incluem aquelas de sistemas de coordenadas aceleradas (como um carrossel), de altas velocidades (onde os tempos próprios e coordenados diferem) e de espaço-tempo curvo (como aquele associado à gravidade na Terra).

## Aplicações clássicas
Em baixas velocidades no sistema de coordenadas inerciais das física newtoniana, a aceleração própria é simplesmente igual à aceleração coordenada a = d2x/dt2.  Conforme analisado acima, no entanto, difere da aceleração coordenada se alguém escolher (contra o conselho de Newton) descrever o mundo a partir da perspectiva de um sistema de coordenadas acelerado, como um veículo motorizado acelerando a partir do repouso, ou uma pedra sendo girada em um estilingue.  Se escolhermos reconhecer que a gravidade é causada pela curvatura do espaço-tempo (veja abaixo), a aceleração adequada difere da aceleração coordenada em um campo gravitacional.
Por exemplo, um objeto sujeito a aceleração física ou própria ao será visto pelos observadores em um sistema de coordenadas submetido a aceleração constante aframe ter aceleração coordenada:
{\displaystyle {\vec {a}}_{\text{acc}}={\vec {a}}_{\text{o}}-{\vec {a}}_{\text{frame}}.}
Assim, se o objeto estiver acelerando com o referencial, os observadores fixados no referencial não verão nenhuma aceleração.
Da mesma forma, um objeto submetido a aceleração física ou própria ao será visto por observadores em um referencial girando com velocidade angular ω ter aceleração coordenada:
{\displaystyle {\vec {a}}_{\text{rot}}={\vec {a}}_{\text{o}}-{\vec {\omega }}\times ({\vec {\omega }}\times {\vec {r}})-2{\vec {\omega }}\times {\vec {v}}_{\text{rot}}-{\frac {d{\vec {\omega }}}{dt}}\times {\vec {r}}.}
Na equação acima, existem três termos de aceleração geométrica no lado direito.  O primeiro termo "aceleração centrífuga" depende somente da posição radial r e não a velocidade do nosso objeto, o segundo termo "aceleração de Coriolis" depende somente da velocidade do objeto no quadro giratório vrot mas não a sua posição, e o terceiro termo "aceleração de Euler" depende somente da posição e a taxa de mudança da velocidade angular do quadro.
Em cada um desses casos, a aceleração física ou própria difere da aceleração coordenada porque esta última pode ser afetada pela escolha do sistema de coordenadas, bem como pelas forças físicas que atuam no objeto.  Aqueles componentes da aceleração coordenada não causados por forças físicas (como contato direto ou atração eletrostática) são frequentemente atribuídos (como no exemplo Newtoniano acima) a forças que: (i) atue em cada grama do objeto, (ii) causa acelerações independentes de massa, e (iii) não existem de todos os pontos de vista.  Tais forças geométricas (ou impróprias) incluem forças Coriolis, forças de Euler, forças g, forças centrífugas e (como vemos abaixo) forças de gravidade também.

## Visto de uma fatia plana do espaço-tempo

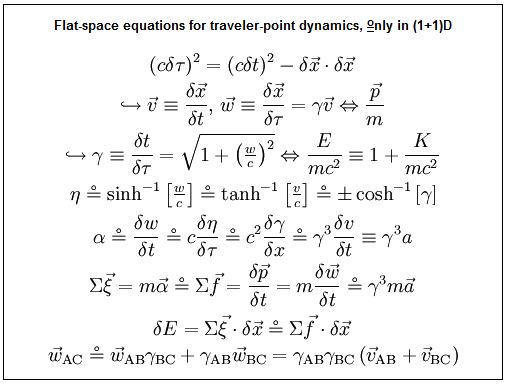
Dinâmica de quadro própria em espaço-tempo (1+1).

As relações de aceleração própria para coordenar a aceleração em uma fatia especificada do espaço-tempo plano seguem equação métrica de espaço plano de Minkowski (c dτ)2 = (c dt)2 − (dx)2.  Aqui, um único quadro de referência de parâmetros e relógios sincronizados define a posição do mapa x e tempo do mapa t, respectivamente, os relógios do objeto viajante definem tempo próprio τ e o "d" precedendo uma coordenada significa mudança infinitesimal.  Estas relações permitem enfrentar vários problemas de "engenharia de qualquer velocidade", embora apenas do ponto de vista de um observador cujo quadro estendido do mapa define a simultaneidade.

### Aceleração em (1+1)D

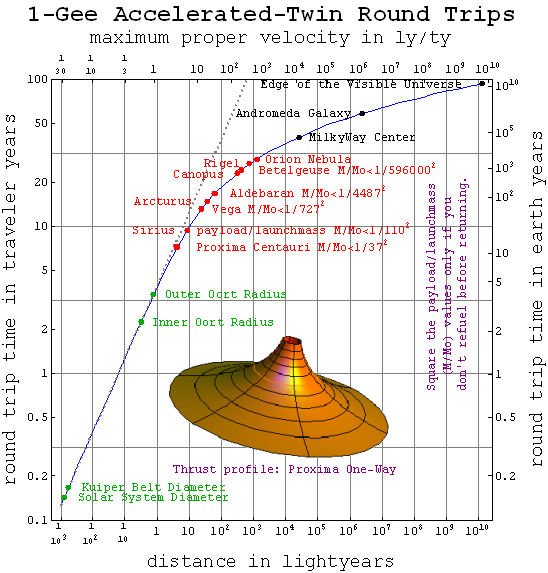
Este gráfico mostra como uma nave espacial capaz de aceleração de 1-g (10 m/s^{2} ou aproximadamente 1,0 ano-luz por ano ao quadrado) por 100 anos pode impulsionar uma viagem para quase qualquer lugar do universo visível e voltar durante um tempo de vida.

No caso unidirecional, i.e. quando a aceleração do objeto é paralela ou antiparalela à sua velocidade na fatia do espaço-tempo do observador, a aceleração própria α e aceleração coordenada a são relacionadas através do fator de Lorentz γ por α = γ3a.  Dada a mudança na velocidade própria w=dx/dτ é a integral da aceleração própria ao longo do mapa de tempo t i.e. Δw = αΔt para α constante.  Em baixas velocidades isso se reduz a bem conhecida relação entre velocidade coordenada e aceleração coordenada vezes mapa de tempo, i.e. Δv=aΔt.
Para aceleração própria unidirecional constante, existem relações semelhantes entre rapidez η e decorrido o tempo próprio Δτ, bem como entre o fator de Lorentz γ e a distância percorrida Δx.  Sendo específico:
{\displaystyle \alpha ={\frac {\Delta w}{\Delta t}}=c{\frac {\Delta \eta }{\Delta \tau }}=c^{2}{\frac {\Delta \gamma }{\Delta x}},}
onde os vários parâmetros de velocidade estão relacionados por
{\displaystyle \eta =\sinh ^{-1}\left({\frac {w}{c}}\right)=\tanh ^{-1}\left({\frac {v}{c}}\right)=\pm \cosh ^{-1}\left(\gamma \right).}
Estas equações descrevem algumas consequências da viagem acelerada em alta velocidade. Por exemplo, imagine uma nave espacial que pode acelerar seus passageiros a uma velocidade a "1 g" (10 m/s2 ou aproximadamente 1,0 ano-luz por ano ao quadrado) a meio caminho de seu destino e, em seguida, desacelerá-los em "1 g" para a metade restante, de modo a fornecer gravidade artificial semelhante à da Terra a partir do ponto A ao ponto B no menor tempo possível.  Para uma distância de mapa de ΔxAB, a primeira equação acima prevê um fator de Lorentz de ponto médio (acima do seu valor unitário de repouso) de γmid = 1 + α(ΔxAB/2)/c2.  Portanto, o tempo de ida e volta nos relógios viajantes será Δτ = 4(c/α) cosh−1(γmid), durante o qual o tempo decorrido nos relógios dos mapas será Δt = 4(c/α) sinh[cosh−1(γmid)].
Esta nave espacial imaginada poderia oferecer viagens de ida e volta para Proxima Centauri durando cerca de 7,1 anos de viagem (~12 anos nos relógios da Terra), viagens de ida e volta ao buraco negro central da Via Láctea de cerca de 40 anos (~54.000 anos decorridos nos relógios terrestres), e viagens de ida e volta à galáxia de Andrômeda com duração de cerca de 57 anos (mais de 5 milhões de anos nos relógios da Terra).  Infelizmente, é mais fácil falar do que fazer sustentar a aceleração de 1 g durante anos, conforme ilustrado pela carga útil máxima para lançar proporções de massa mostradas na figura à direita.

## No espaço-tempo curvo
Na linguagem de relatividade geral, os componentes da aceleração quadri-vetor de um objeto A (cuja magnitude é a aceleração própria) estão relacionados com elementos da quadrivelocidade via uma derivada covariante D em relação ao tempo próprio τ:
{\displaystyle A^{\lambda }:={\frac {DU^{\lambda }}{d\tau }}={\frac {dU^{\lambda }}{d\tau }}+\Gamma ^{\lambda }{}_{\mu \nu }U^{\mu }U^{\nu }}
Aqui U é a quadrivelocidade do objeto, e Γ representa os 64 coeficientes de conexão do sistema de coordenadas ou símbolos de Christoffel.  Observe que os subscritos gregos assumem quatro valores possíveis, a saber, 0 para o eixo do tempo e 1–3 para os eixos de coordenadas espaciais, e que índices repetidos são usados para indicar soma sobre todos os valores desse índice.  Trajetórias com aceleração própria zero são chamadas de geodésicas.
O lado esquerdo deste conjunto de quatro equações (uma para cada valor do índice λ semelhante ao tempo e três semelhantes ao espaço) é o trivetor de aceleração adequada do objeto combinado com um componente de tempo nulo visto do ponto de vista de uma referência ou sistema de coordenadas do contador no qual o objeto está em repouso. O primeiro termo no lado direito lista a taxa na qual os componentes do tipo tempo (energia/mc) e do tipo espaço (momentum/m) das quatro velocidades U do objeto em mudança, por unidade de tempo τ nos relógios viajantes.
Resolve-se o primeiro termo à direita, já que em baixas velocidades seus componentes espaciais representam a aceleração coordenada.  De forma mais geral, quando o primeiro termo vai para zero, a aceleração coordenada do objeto vai para zero. Isso resulta
{\displaystyle {\frac {dU^{\lambda }}{d\tau }}=A^{\lambda }-\Gamma ^{\lambda }{}_{\mu \nu }U^{\mu }U^{\nu }.}
Assim, como exemplificado nas duas primeiras animações acima, a aceleração coordenada vai a zero sempre que a aceleração adequada é exatamente cancelada pelo termo de conexão (ou aceleração geométrica) na extrema direita. Cuidado:  Este termo pode ser uma soma de até dezesseis termos separados dependentes de velocidade e posição, uma vez que os índices repetidos μ e ν são por convenção somados sobre todos os pares de seus quatro valores permitidos.

### Força e equivalência
A equação acima também oferece alguma perspectiva sobre as forças e o princípio da equivalência.  Considere-se as coordenadas locais da contabilidade para a métrica (e.g. um tétrade de Lorentz local como aquele sobre o qual os sistemas de posicionamento global fornecem informações) para descrever o tempo em segundos e o espaço em unidades de distância ao longo de eixos perpendiculares.  Se multiplicarmos a equação acima pela massa de repouso m do objeto viajante, e dividirmos pelo fator de Lorentz γ = dt/dτ, os componentes espaciais expressam a taxa de mudança de momento desse objeto a partir da perspectiva das coordenadas usadas para descrever a métrica.
Este, por sua vez, pode ser dividido em partes devido aos componentes próprios e geométricos de aceleração e força.  Se multiplicarmos ainda mais a componente semelhante ao tempo pela velocidade da luz c, e definirmos a velocidade coordenada como v = dx/dt, obtemos uma expressão para a taxa de mudança de energia também:
{\displaystyle {\frac {dE}{dt}}={\vec {v}}\cdot {\frac {d{\vec {p}}}{dt}}} (semelhante ao tempo) e {\displaystyle {\frac {d{\vec {p}}}{dt}}=\sum {\vec {f_{o}}}+\sum {\vec {f_{g}}}=m({\vec {a_{o}}}+{\vec {a_{g}}})} (semelhante ao espaço).
Aqui ao é uma aceleração devido a forças próprias e ag é, por padrão, uma aceleração geométrica que vemos aplicada ao objeto devido à nossa escolha de sistema de coordenadas.  Em baixas velocidades, essas acelerações se combinam para gerar uma aceleração coordenada como a = d2x/dt2, enquanto para movimento unidirecional em qualquer velocidade de magnitude ao é que da aceleração própria α como na seção acima de onde α = γ3a quando ag é zero. Em geral, expressar estas acelerações e forças pode ser complicado.
No entanto, se usarmos esta decomposição para descrever o termo coeficiente de conexão (Γ) acima em termos de forças geométricas, então o movimento dos objetos do ponto de vista de qualquer sistema de coordenadas (pelo menos em baixas velocidades) pode ser visto como localmente Newtoniana.  Isso já é uma prática comum e.g. com força centrífuga e gravidade.  Assim, o princípio da equivalência estende a utilidade local das leis de Newton para sistemas de coordenadas aceleradas e além.

### Habitantes da superfície de um planeta
Para observadores de baixa velocidade mantidos em um raio fixo a partir do centro de um planeta ou estrela esférica, a aceleração coordenada ashell é aproximadamente relacionado à aceleração própria ao por:
{\displaystyle {\vec {a}}_{\text{shell}}={\vec {a}}_{\text{o}}-{\sqrt {\frac {r}{r-r_{s}}}}{\frac {GM}{r^{2}}}{\hat {r}}}
onde o planeta ou raio de Schwarzschild da estrela rs = 2GM / c2.  À medida que o raio da “concha” do observador se aproxima do raio de Schwarzschild, a aceleração própria ao necessária para evitar que haja a queda torna-se intolerável.
Por outro lado, para r ≫ rs, uma força ascendente própria de apenas GMm/r2 é necessário para evitar que algo acelere para baixo.  Na superfície da Terra isto torna-se:
{\displaystyle {\vec {a}}_{\text{shell}}={\vec {a}}_{o}-g{\hat {r}}}
onde g é a aceleração descendente 9.8 m/s2 devido à gravidade, e {\displaystyle {\hat {r}}} é um vetor unitário na direção radialmente para fora do centro do corpo gravitante.  Portanto, aqui é necessária uma força externa própria de mg para impedir que algo acelere para baixo.

### Derivações quadri-vetoriais
As equações do espaço-tempo desta seção permitem abordar todos os desvios entre aceleração própria e coordenada em um único cálculo.  Por exemplo, pode-se calcular os símbolos de Christoffel:
{\displaystyle \left({\begin{array}{llll}\left\{\Gamma _{tt}^{t},\Gamma _{tr}^{t},\Gamma _{t\theta }^{t},\Gamma _{t\phi }^{t}\right\}&\left\{\Gamma _{rt}^{t},\Gamma _{rr}^{t},\Gamma _{r\theta }^{t},\Gamma _{r\phi }^{t}\right\}&\left\{\Gamma _{\theta t}^{t},\Gamma _{\theta r}^{t},\Gamma _{\theta \theta }^{t},\Gamma _{\theta \phi }^{t}\right\}&\left\{\Gamma _{\phi t}^{t},\Gamma _{\phi r}^{t},\Gamma _{\phi \theta }^{t},\Gamma _{\phi \phi }^{t}\right\}\\\left\{\Gamma _{tt}^{r},\Gamma _{tr}^{r},\Gamma _{t\theta }^{r},\Gamma _{t\phi }^{r}\right\}&\left\{\Gamma _{rt}^{r},\Gamma _{rr}^{r},\Gamma _{r\theta }^{r},\Gamma _{r\phi }^{r}\right\}&\left\{\Gamma _{\theta t}^{r},\Gamma _{\theta r}^{r},\Gamma _{\theta \theta }^{r},\Gamma _{\theta \phi }^{r}\right\}&\left\{\Gamma _{\phi t}^{r},\Gamma _{\phi r}^{r},\Gamma _{\phi \theta }^{r},\Gamma _{\phi \phi }^{r}\right\}\\\left\{\Gamma _{tt}^{\theta },\Gamma _{tr}^{\theta },\Gamma _{t\theta }^{\theta },\Gamma _{t\phi }^{\theta }\right\}&\left\{\Gamma _{rt}^{\theta },\Gamma _{rr}^{\theta },\Gamma _{r\theta }^{\theta },\Gamma _{r\phi }^{\theta }\right\}&\left\{\Gamma _{\theta t}^{\theta },\Gamma _{\theta r}^{\theta },\Gamma _{\theta \theta }^{\theta },\Gamma _{\theta \phi }^{\theta }\right\}&\left\{\Gamma _{\phi t}^{\theta },\Gamma _{\phi r}^{\theta },\Gamma _{\phi \theta }^{\theta },\Gamma _{\phi \phi }^{\theta }\right\}\\\left\{\Gamma _{tt}^{\phi },\Gamma _{tr}^{\phi },\Gamma _{t\theta }^{\phi },\Gamma _{t\phi }^{\phi }\right\}&\left\{\Gamma _{rt}^{\phi },\Gamma _{rr}^{\phi },\Gamma _{r\theta }^{\phi },\Gamma _{r\phi }^{\phi }\right\}&\left\{\Gamma _{\theta t}^{\phi },\Gamma _{\theta r}^{\phi },\Gamma _{\theta \theta }^{\phi },\Gamma _{\theta \phi }^{\phi }\right\}&\left\{\Gamma _{\phi t}^{\phi },\Gamma _{\phi r}^{\phi },\Gamma _{\phi \theta }^{\phi },\Gamma _{\phi \phi }^{\phi }\right\}\end{array}}\right)}
for the far-coordinate Schwarzschild metric (c dτ)2 = (1−rs/r)(c dt)2 − (1/(1−rs/r))dr2 − r2 dθ2 − (r sin θ)2 dφ2, where rs is the Schwarzschild radius 2GM/c2.  The resulting array of coefficients becomes:
{\displaystyle \left({\begin{array}{llll}\left\{0,{\frac {r_{s}}{2r(r-r_{s})}},0,0\right\}&\left\{{\frac {r_{s}}{2r(r-r_{s})}},0,0,0\right\}&\{0,0,0,0\}&\{0,0,0,0\}\\\left\{{\frac {r_{s}c^{2}(r-r_{s})}{2r^{3}}},0,0,0\right\}&\left\{0,{\frac {r_{s}}{2r(r_{s}-r)}},0,0\right\}&\{0,0,r_{s}-r,0\}&\left\{0,0,0,(r_{s}-r)\sin ^{2}\theta \right\}\\\{0,0,0,0\}&\left\{0,0,{\frac {1}{r}},0\right\}&\left\{0,{\frac {1}{r}},0,0\right\}&\{0,0,0,-\cos \theta \sin \theta \}\\\{0,0,0,0\}&\left\{0,0,0,{\frac {1}{r}}\right\}&\{0,0,0,\cot(\theta )\}&\left\{0,{\frac {1}{r}},\cot \theta ,0\right\}\end{array}}\right).}
A partir disso, você pode obter a aceleração própria do quadro de “casca” definindo a aceleração coordenada como zero e, portanto, exigindo que a aceleração própria cancele a aceleração geométrica de um objeto estacionário i.e. {\displaystyle A^{\lambda }=\Gamma ^{\lambda }{}_{\mu \nu }U^{\mu }U^{\nu }=\{0,GM/r^{2},0,0\}}.  Isso ainda não resolve o problema, pois coordenadas de Schwarzschild no espaço-tempo curvo são coordenadas contabilizadas mas não os de um observador local.  A magnitude do 4-vetor de aceleração própria acima, a saber {\textstyle \alpha ={\sqrt {1/(1-r_{s}/r)}}GM/r^{2}}, no entanto, é precisamente o que se quer i.e. a aceleração própria invariante ao quadro ascendente necessária para neutralizar a aceleração geométrica descendente sentida pelos habitantes da superfície de um planeta.
Um caso especial do conjunto de símbolos de Christoffel acima é o conjunto de espaço plano coordenadas esféricas obtido pela configuração rs ou M acima de zero:
{\displaystyle \left({\begin{array}{llll}\left\{0,0,0,0\right\}&\left\{0,0,0,0\right\}&\{0,0,0,0\}&\{0,0,0,0\}\\\left\{0,0,0,0\right\}&\left\{0,0,0,0\right\}&\{0,0,-r,0\}&\left\{0,0,0,-r\sin ^{2}\theta \right\}\\\{0,0,0,0\}&\left\{0,0,{\frac {1}{r}},0\right\}&\left\{0,{\frac {1}{r}},0,0\right\}&\{0,0,0,-\cos \theta \sin \theta \}\\\{0,0,0,0\}&\left\{0,0,0,{\frac {1}{r}}\right\}&\{0,0,0,\cot \theta \}&\left\{0,{\frac {1}{r}},\cot \theta ,0\right\}\end{array}}\right).}
A partir disso podemos obter, por exemplo, a aceleração centrípeta própria necessária para cancelar a aceleração geométrica centrífuga de um objeto que se move a velocidade angular constante ω = dφ/dτ no equador onde θ = π/2.  Formando a mesma soma 4-vetorial como acima para o caso de dθ/dτ e dr/dτ zero resulta nada mais do que a aceleração clássica para o movimento rotacional dada acima, i.e. {\displaystyle A^{\lambda }=\Gamma ^{\lambda }{}_{\mu \nu }U^{\mu }U^{\nu }=\{0,-r(d\phi /d\tau )^{2},0,0\}} de modo que ao = ω2r.  Os efeitos de Coriolis também residem nestes coeficiente de conexão, e da mesma forma surgem apenas da geometria do quadro de coordenadas.